# 行车记录仪 (恐怖片)
《行车记录仪》（英語：Dashcam）是一部2021年的電腦荧幕恐怖電影，由羅布·薩瓦格執導，傑瑪·赫里、薩瓦格和傑德·謝潑德編劇。影片由安妮·哈迪、阿馬爾·查夏-帕特爾和安吉拉·埃納霍羅主演。整部電影都是從哈迪的手持iPhone或她汽車中的行車記錄器的角度拍攝的，她为观众直播她的行为，而观众对事件的评论也会显示出来。影片讲述了哈迪扮演一个半虚构的自己，她在COVID-19大流行期間拜訪伦敦的一位朋友，在讓一名陌生女子搭車後發現自己陷入了一系列噩夢般的事件中。這部電影由布倫屋製片公司的傑森·布倫與道格拉斯·考克斯和薩瓦格共同製作。
薩瓦格和联合编剧傑德·謝潑德根据哈迪（独立摇滚乐队Giant Drag的主唱）在YouTube上分享的名为Band Car的直播影片系列，提出了《行车记录仪》的想法，其中哈迪在洛杉矶开车时在观众面前臨場創作歌曲。薩瓦格覺得這個概念會成為一部很好的尋獲佚失風格的恐怖電影，并最终要求哈迪亲自出演该片。
《行车记录仪》於2021年9月13日在多倫多國際電影節上進行了全球首映，並獲得人民選擇獎：午夜瘋狂亞軍。隨後於2022年6月3日在英國和美國上映。這部電影收到了兩極分化的評論，对其惊吓效果表示赞扬，但对其不受欢迎的主角提出批评。

## 劇情
安妮·哈迪是一名右翼互联网人士和音乐家，她在自己的汽车上进行直播，把观众的评论作为歌词來創作歌曲。厌倦了洛杉矶的COVID-19限制和无家可归的生活，安妮订了一张飞往伦敦的机票。在伦敦，她造访了她以前的乐队成员斯特雷奇，他现在是一名食品配送司机，以及他的女朋友杰玛的家。尽管斯特雷奇最初很高兴与安妮重逢，但杰玛很快就因为她们对COVID-19和政治的看法而与她发生冲突。安妮陪着斯特雷奇去送外卖，她的反口罩观点让斯特雷奇感到沮丧，还与餐馆老板发生冲突。
回到家后，愤怒的杰玛攻擊了安妮。安妮后来偷听到杰玛强迫斯特雷奇把她赶走。作为回应，安妮偷了斯特雷奇的车和手机，然后决定替他接一份外卖配送订单再自己吃掉。当她到达餐厅时，安妮惊讶地发现餐厅被遗弃了，然后她遇到了老板，老板给了安妮一大笔钱，让她把一个叫安杰拉的虚弱的老太太送到一个秘密的地方。安妮不情愿地接受了这个提议，载着安杰拉开车，同时向她的粉丝直播一切。途中安杰拉在车上排便，两人便在一家餐馆停下。在用卫生纸给安杰拉处理时，安妮惊讶地发现她肚子上有一个爱莉安娜·格兰德的纹身。一个女人很快进入餐厅寻找安杰拉并袭击了安妮。安妮击退了她，并目睹了安杰拉在逃回汽车前表现出的奇怪力量。
斯特雷奇通过直播追踪到了安妮，他强行进入车内，但安杰拉又突然出现在车内，让他们都感到不安。当他们开车离开时，斯特雷奇和安妮发生了争执，便停下了车。安杰拉突然消失了，斯特雷奇冒险进入附近的森林去找她。他很快发现她站在一棵树上，斯特雷奇爬上树去救他但自己却掉了下来，之后安杰拉飘到了地上。之前袭击安妮的那个女人拿着猎枪回来，试图杀死安妮和斯特雷奇。他们逃离了她，带着安杰拉回到了车上。当他们开车离开时，安妮发现安杰拉的嘴被订书针钉上了。安杰拉扯下订书针，试图咬安妮，分散了开车的斯特雷奇的注意力，导致撞上了另一辆车，撞死了里面的一对新婚夫妇。安杰拉袭击两人，表现出超自然的能力和攻击性。
逃亡中，两人试图向一辆路过的汽车求救，但汽车却直接碾过了斯特雷奇。挥舞着猎枪的那个女人从车里出来，表明自己是安杰拉的母亲，想要找到她。她抓住了斯特雷奇，并威胁说如果安妮不告诉她安杰拉的下落，她就开枪打死他。与此同时，现场直播病毒式地传播开来，大批观众进入聊天室。安妮试图开着那名母亲的车离开，但遭到枪击，汽车被撞毁，并被赶来的母亲攻击。在斯特雷奇的帮助下，安妮将母亲的手臂困在方向盘上并将其打折。安杰拉的母亲心急如焚，解释说她其实才16岁，并展示了一张安杰拉显得年轻的照片，可以看到有相同的纹身。然而，安杰拉出现了，把她母亲的头扯了下来，并追赶安妮和斯特雷奇。
两人在一个废弃的遊樂園里找地方躲藏，但安杰拉很快就追上了他们，并杀死了斯特雷奇。安妮逃了出来，开着一辆新车离开，但追上汽车的安杰拉导致汽车坠毁。安杰拉进入汽车，试图杀死安妮，并利用她的力量将汽车推入湖中。安妮把安杰拉困在车里，然后逃了出来，倒在了岸边。安妮不知道的是，安杰拉又从水中漂浮到了天空中。安妮来到一栋偏僻的房子，走进去，发现这栋房子被遗弃了。当安妮庆祝她对安杰拉的胜利时，她很快意识到她正处于餐厅老板让她带安杰拉去的那个秘密地址。安妮想要逃跑，但被超自然的力量阻止，逃亡中偶然发现了神秘学符号。安妮遇到了一群邪教成员，他们同时割断了自己的喉咙。安杰拉找到安妮，但被安妮用刀杀死。与此同时，一个人形的、类似鼻涕虫的生物从安杰拉的嘴里冲出来，追杀安妮，安妮逃进一条隧道，在那里她发现了斯特雷奇的残破汽车，和其他车辆堆在一起。安妮用她的键盘将这个生物砸死。
疲惫不堪的安妮倒在了斯特雷奇的车里，现场直播又开始了。当观众进入聊天时，安妮开始说唱她的经历，甚至在回家后打破了第四面墙。